# 14. средњобосанска ударна бригада
Четрнаеата средњобосанска народноослободилачка udarna бригада била је бригада Једанаесте крајишке партизанске дивизије НОВЈ. Формирана je 17. октобра 1943, на узвисини Цер код Прњавора. Према наређену Оперативног штаба и Обласног комитета КПЈ за Босанску Крајину, од 15. октобра те године. У нен састав био је укључен обновљени Четврти крајишки народноослободилачки партизански одред (касније Бањалучки), почетком фебруара 1943.

## Формирање бригаде
Четрнаеста средњобосанска НО ударна бригада је формирана према директиви Штаба 1. босанског НОУ корпуса, у писму од јуна 1943, која је упућена Штабу 12. НОУ дивизије, која је у то време деловала на подручју средње Босне. Главна порука те наредбе је била да Бањалучки партизански одред прерасте у бригаду. "[а].[1][2]
Према поменутој директиви, две јединице 14. Бригаде — дотадашњи Бањалучки и Прњаворски НОП одред — требало је хитно распоредити у селу Глоговац, код Прњавора да тамо обаве припреме за свечани чин формирања Бригаде. Као дан оснутка одређена је недеља, 17. октобра 1943, са почетком у 8:00 сати; локација је била на узвисини Цер, код Прњавора.
Бригада је током 17. октобра, са полазишта у селу Штрпци кренула на Цер, подијељена на мање јединице. Због предострожности, избјегнут је правац кретања преко Прњавора и кренули су се преко узвисине Вучјак и села Кремне, а затим преко реке Вијаке, све до зборног мјеста. Покрет Бригаде је планиран је тако да се на Цер стигне око 7:30 сати, како би се на време постројила. Истовремено су на Цер пристизали 1. и 4. батаљон 5. козарачке НОУ бригаде, са члановима штаба бригаде: Ранком Шипком, Радом Кондићем, Ником Јуринчићем и главнина 12. крајишке НОУ бригаде, чији је командант био Петар Мећава. Поред дијелова 5. Козарачке и 12. крајишке бригаде, за смотру су постројени и партизански одреди: Бањалучки, Црновршки, Тешањско-теслићки и Прњаворски.
Од органа „народне власти” и партијско-политичких руководстава присуствовали су — секретар Окружног комитета КПЈ за средњу Босну Илија Костић; председник среског НОО Прњавор Вид Њежић, командант војног партизанског подручја Илија Славнић и комесар подручја Здравко Прерадовић Брацо. На Цер је дошао и штаб 11. дивизије, на челу са командантом Јосипом Мажаром Сошом и комесаром Жарком Згоњанином, којима је командант 14. бригаде предао рапорт.

## Ратну пут бригаде

### Почетни распоред јединица и прве борбе
Након оснивачког славља на Церу, батаљони 14. СБНОУ бригаде су упућени су у села североисточно од Прњавора (Мачино Брдо, Илова). Слиједећа два дана организиране су смотре и упознавање бораца са руководством. Евидентирано је оружје, распоређивала муниција и прављени спискови бораца по водовима и десетинама. Такођер су одржани и четни и водни састанци, као и састанци партијских ћелија и СКОЈ-евских актива. На дан формирања Бригада је имала 565 бораца и старјешина.
У Бригади је у то време био 61 члан КПЈ и 93 члана СКОЈ-а. Тада је укључена у 11. НОУ дивизији која је у свом саставу имала још 5. козарску и 12. крајишку бригаду и неколико одреда. Дивизија је, у доста широкој слободној територији, држала Прњавор и Котор-Варош. Већи непријатељски гарнизони су били у Бањој Луци, Јајцу, Травнику, Зеници, Добоју, Теслићу и Дервенти. Подржавале су их и сеоске усташке милиције кој су повремено упадале на слободну територију, претећи већим покретима и новом офанзивом. Поред тих окупаторско-усташких снага, у средњој Босни су деловали и четници. Они су још с прољећа 1943, на подручју Котор-Вароши, формирали тзв. „Врбаску четничку бригаду”. Прво се, из четничког одреда „Борје” (командант Раде Радић), издвојио батаљон „Кнез Арсен” који је познат као „Мотајички четнички одред” (командант Никола Форкапа). Након тога је батаљон „Краљ Петар ИИ” проглашен „Љубићком четничком бригадом” (командант Илија Малић), а само пет дана пре формирања 14. бригаде, 12. октобра 1943, од преосталог дијела „Борјанског четничког одреда” формиране су „Теслићка” и „Бањалучка четничка бригада”. Од „Мотајичког четничког одреда” формирана „Мотајичка четничка бригада” (командант Владо Винчић). Тако је у средњој Босни, почетком октобра, било пет четничких бригада укључених у „Средњобосански четнички корпус” Лазе Тешановића. Тај корпус, са око 1.900 четника, био је под командом четничког штаба „Западна Босна” као и „Крајишког четничког корпуса” Уроша Дреновића. Неке од тих јединица су често упадале у слободну територију и присиљавали партизанске снаге на перманентну, исцрпљујућу мобилност.
У таквим увјетима је 14. бригада била скоро цијели остатак НОР-а. Унаточ томе, сталним ударима по четницима, уз истовремено привлачење нових бораца, она је доприносила делотворнијем формирању нових средњобосанских јединица, а тиме слабљењу и разбијању четника, што је и био њен најважнији задатак. Први борбени покрет против четника око Мотајице, Бригада је извела 20. октобра, када се једна патрола 3. батаљона, у селу Мишковци, сукобила са мањом четничком групом. При томе су убијена два четника и заплијењен један пушкомитраљез.
Дана 29. октобра 1943, Штаб бригаде је био у рејону село Лепеница — Ситнеши. Тога дана је формиран Бригадни комитет СКОЈ-а. Како мјесто помоћника политичког комесара бригаде није било попуњено, састанком је руководио политички комесар бригаде Војо Ступар. За првог секретара бригадног СКОЈ-а изабран је Адван Хозић, из Котор-Вароши. Штаб 11. дивизије је Петој козарачкој и 14. бригади, 30. октобра, је издао наређење да оду у Лијевче поље и „ликвидирају упоришта” између Врбаса и Саве, као и цесте Босанска Градишка — Клашнице (код Лакташа): Разбој, Кукуље, Косијерово и Јунузовци и савладају усташе у селу Долина и четнике у селу Бајинци. Пета козарачка је те ноћи имала задатак да ликвидира непријатељску посаду у селу Разбој, где се налазио и мост преко Врбаса. Притом је 14. бригада требала, продором ка комуникацији Босанска Градишка — Бања Лука и поменутим селима, заштитити овај напад 5. бригаде од могуће интервенције Немаца или четника и усташа из правца села Александровац и Топола. Главни циљ овог маневра је био да се угрози пут Градишка — Бања Лука и одвуче пажна непријатеља са пруге Бања Лука — Босански Нови. Осим тога, у Дивизији се планирало да ће послије ове акције порасти могућности за мобилизацију нових бораца у јединице НОВ из Лијевча поља. Очекивало се ће на том подручју ојачати партизански утјецај и да ће се боље повезати раније ослобођена територија Козаре са ослобођеном Жупом на десној обали Врбаса. У свом наређењу, Штаб дивизије је достав ио и податке о непријатељу.
У даљем развоју догађаја, трећи батаљон је током ноћи с једном четом претресао село Бајинце, а главнина Батаљона — Доњу и Горњу Долину, где је убијено неколико усташа. Штаб бригаде се те ноћи смјестио у селу Трошељи, док је 1. батаљон бригаде исте ноћи стигао у рејон села Средња и Доња Топола, на комуникацији Босанска Градишка — Бања Лука. Током наредног дана, збиле су се борбе око тзв. „Црвене цркве” са дијеловима неког од тамошњих њемачких полицијских батаљона, који су били формирани од љевчанског њемачког становништва. Непријатељ је био присиљен да на то подручје премјести и дијелове својих јединица из Босанске Градишке. Други од батаљона је успјешно пресекао телефонске везе и поставио заседу на путу Топола — Разбој.
У зору, 1. новембра, 14. НОУ бригада се, преко Врбаса, вратила у средњу Босну. Током боравка око Врбаса погинуо је командир 2. чете 2. батаљона Војислав Микић (која је била у Српцу).
По наређењу Штаба 11. НОУ дивизије, Бригада је на подручју Мотајице, оставила свој 2. батаљон, који је, поред осталог, био потребан том терену, где је постојао већи омладински актив. Младеж је помогала при формирању Мотајичке партизанске чете. Преостала два батаљона су 3. новембра кренула према прузи Добој — Дервента, да учествују у акцији у част 26-годишњице Октобарске револуције. Током покрета, стигло је ново наређење, по којем је Бригада упућена према реци Сави, где је требало прихватити 12. славонску бригаду. Она се пребацивала на подручје средње Босне.
Штаб 14. бригаде очекивао је да ће та бригада Саву прећи између Српца и Кобаша, јер је ту Мотајица најближа реци. Зато је на тој локацији и распоређен 2. батаљон. То је подузето да би се избјегла могућа интервенција непријатеља из правца Дервенте, чиме би се омогућило прихватање јединице која је пристизала из Славоније. Са истим циљем је и Први батаљон усмјерен према селу Трстеница. Трећи батаљон Бригаде је, као резерва према четницима, запосео положаје на подручју Илова — Кунова — Смртићи.
У ноћи 3/4. новембра, 12. славонска бригада није прешла Саву, па је 14. СНОУБ остала на заузетим положајима цијелог сљедећег дана. Трећи батаљон је наредне ноћи, према Дервенти, упутио јаче извиднице ситуације на терену. Том приликом напао и разоружао посаду бункера у селу Агићи. Посада је припадала 6. ловачкој пуковнији, чији је штаб био у Дервенти.
Дванаеста славонска бригада је, у зору 5. новембра, почела прелазити Саву, у рејону села Дубочац. Том приликом је изненадила непријатеља и отела скелу. Најближи том рејону био је 1. батаљон 14. бригаде. Послије ове релативно слабе координације између 14. и 12. славонске бригаде у ноћи 5/6. новембра, 3. батаљон 14. бригаде је напао непријатељско упориште звано Хептинг, код села Календеровци, које је било добро утврђено. Одбрану је подржавала и непријатељска артиљерија са ватрених положаја око Дервенте. Упркос томе, 3. батаљон је пошао у препад и брзо овладао прелазима. Убацио се се у унутрашњост система непријатељских линија, а атим га ликвидирао по дијеловима. Други батаљон Бригаде је до 7. новембра задржан у рејону доњег тока Врбаса. Тога дана се, у селу Пребјезима, сукобио са „јуришним батаљоном” Мотајичке четничке бригаде. Четници су побјегли преко моста на Врбасу, који су под својом контролом држали жандари или СС-овска посада из Разбоја.
Око 10. новембра, четници су напали 2. батаљон око Врбаса и принудили га на повлачење. Новонастала ситуација је захтијевала да се Батаљон из Липља врати према Прњавору, али је од села Кулаша кренуо уз Укрину у село Стару Дубраву. Батаљон је, седмицу касније, у селима Стара и Нова Дубрава, укључен у састав Бригаде. Тада је, са штабом 14. Бригаде био командант 11. дивизије — Јосип Мажар Шоша. Дошао је да координира судејствима 14. бригаде са 1. и 3. батаљоном 5. козарачке бригаде. Ти су се, преко Узломца, враћали са подручја Котор-Вароши. Успут су требали напасти четничке јединице у Јошавки, а 14. бригада да те исте четнике истовремено нападне од Козје главе и Дивана. Четници су, притиснути са две стране, одступили према Црном врху. У том окршају са четницима, између осталих, рањени су и Бошко Сувајац и Стојан Драгојевић, из 3. чете 2. батаљона. Командант дивизије дао је тога дана задатке 14. бригади и батаљонима 5. козарачке за дејство наредног дана, а затим се, са групом од око двадесетак скојевских руководилаца чета из 5. и 14. бригаде вратио за Прњавор.
Обавјештајна служба 11. дивизије је, пре подне 17. новембра, уочила јачу групацију четника у рејону Деветине — Чардачани — Бошковићи (код Лакташа), па је командант Дивизије, пре одласка за Прњавор, наредио 5. козарачкој да се са 1. и 3. батаљоном нападне ту четничку јединицу, са истока, из правца Кокора и Хрваћана. Четрнаеста бригада је напала четнике са југа, прилазећи им из правца Црног врха. До почетка напада, требало је да се један њен батаљон пробије у рејон „Табле” (између Клашница и Чардачана), да би се четницима спречило повлачења у Клашнице (код Лакташа), када се пред нападом 5. бригаде и осталих батаљона 14. бригаде почну бјежати. Тамо су иначе куда увек бјежали када су на том простору били нападнути.
Према оскудним четничким документима, изгледа да ова њихова групација 17. и 18. новембра чешће била на том подручју „ради успјешнијих извођења предстојећих операција” . Била је групирана у две колоне. Прва, десна, која се размјестила на простору Црни врх — Слатина, укључивала је Бањалучку, Врбаску и дијелове Теслићке четничке бригаде, под командом четничког потпоручника Богдана Вујачића. Друга, љевокрилна, била је састављена од 3. крајишке (са Мањаче), Жупске и дијелова Мотајичке четничке бригаде под командом Митра Тривунчића.
Изненадни судар са њемачком трупом омео је Бригаду у извршењу задатка који јој је поставио Штаб дивизије. У периоду од 19. до 23. новембра је остала на простору према Клашницама (код Лакташа) и Бањој Луци. Секретари актива и батаљонских бироа су 19. и 20. новембра били на дивизијском савјетовању у селу Чечава. Према сачуваним забиљешкама Адвана Хозића, присутни су, поред осталих, били Брацо Ерцег, Брацо Немет, Перо Кулунџија и Миле Трњаковић, те СКОЈ-евска руководства 5. и 12. крајишке бригаде. СКОЈ-евско руководство 14. Бригаде је пристигло 21. новембра у Прњавор, а 22. новембра прикључило се својим јединицама на Деветини. Бригада се затим помјерила према селу Поточанима, 23. новембра, а 24. према Прњавору. У међувремену, око 20. новембра, 3. батаљон бригаде кренуо је према Јајцу, по оружје које су слали савезници. Са батаљоном је био и велики број бораца из цијеле дивизије. Колона је бројила преко 300 бораца, а са ном су су ишли и делегати на Друго заседање АВНОЈ-а из источне и средње Босне.
Делегате из средње Босне предводио је Илија Костић. Уз Костића, били су делегати: Вид Њежић, Бошко Хаџић, Љубо Јанковић, Јово Мрђа, Гавро Ћирић, Алекса Сувајац, Игнац Кунецки, Васиљ Семак, Џемал Махмутћехајић, Милан Рончевић, хоџа Сулејман Хаџисарајлић, Адем Херцеговац, Едхем Побрић, Кошта Јотић Којо, Митар Суботић, Милутин Ђурић, Средоја Ђукарић, Михајло Павловић, Илија Славнић, Душко Јосиповић, Сабит Хоџић и хоџа Мехмед Мујкић из Котор-Вароши.
Са овом колоном је био и командант Дивизије, Јосип Мажар Шоша. Оружје и муниција за 11. дивизију добијени су на жељезничкој станици у Јајцу. Тамо су пристизали велики транспортни камиони марке „ИФ”, које су возили заробљени италијански војници. На повратку из Јајца, где си неки видели и Јосипа Броза Тита, прве ноћи су заноћили у селу Дивичанима.
Према довореном почетку напада, Трећа чета је кренула на простор око школе и цркве у селу Велика Буковица, са запада. Друга чета је нападала из правца реке Босне — са истока. Село V. Буковица, у којој су заноћили козачки непројатељски дијелови, имало је у близини цркву и школу, где се непријатељ смјестио. Непријатељи су ту отворили паљбу по четама 1. батаљона. У време напада Козака на борце 1. батаљона 14. бригаде, чета 2. батаљона 5. бригаде је „припуцала”, али није напала. Тако су две чете 1. батаљона 14. бригаде упале у замку. Борци 1. батаљона нису устукли. Међусобна неравноправна борба се наставила, уз дејство митраљеза, и минобацача. Непријатељ је испаљивао и свјетлеће ракете, изнад 2. батаљона 5. бригаде, па се могао видети распоред партизана О акцији и губицима реферирано је штабу Дивизије, што је у име батаљона учинио комесар. Јосип Мажар Шоша га је примио и похвалио „иницијативу” Батаљон а. I на бригадној конференцији (5. фебруара 1944), Штаб дивизије је такођер похвалио ову самоиницијативу, и поред видних губитака.
Бригада је и даље задржала батаљоне према жељезничкој прузи. Други батаљон, ојачан минерским водом 5. Козарачке је, 27. новембра, између Јоховца и Руданке, подметнуо нагазну мину на коју је у 23:30 сата налетио њемачки оклопни воз. Мина је експлодирала и два вагона избацила из колосека. Оклопни воз није уништен јер су из њега Нијемци пружали снажан отпор, али је саобраћај на прузи Босански Брод — Сарајево успостављен слиједећег дана, 28. новембра у 14:00 сати.
Према наредби штаба Дивизије, са жељезничке пруге, Бригада се повукла 28. новембра према Љесковим водама (села Радоњићи и Станови), али је увече, истог дана, враћена у акцију, али овога пута заједно са 12. славонском бригадом. На пругу, у рејон жељезничке станице Руданка, јединице 14. бригаде су стигле 29. новембра око 23:00 сата. Док су једни дијелови ових бригада били у обезбјеђењу према Дервенти и Добоју, други су рушили пругу. „Пруга Дервента — Добој на више мјеста порушена”, констатирано је за ту ноћ у једном непријатељском извјештају. Други је нешто прецизнији, јер у њему стоји да је ноћу, 29. новембра у 23:00 сата, већа група партизана раскинула жељезничку пругу Јоховац — Руданка, у дужини од 80 метара и да је жељезнички саобраћај успостављен тек 30. новембра у 8:00 сати.
Главнина бригаде налазила се 1. децембра поново на релацији Станови — Гојаковац — Криж, северозападно од Добоја, а 4. децембра, по сећању Адвана Хозића, у рејону село Вијачани — село Стара Дубрава (данас Укрина).

### Битка за Прњавор
Прњавор је окупирала 1. бојна 4. ловачке пуковније, која је са 6. теречким козачким пуком 4. јануара ушла у град. Пре доласка у Прњавор, бојна је била око 15 дана у свом упоришту Календеровци, где је дошла из Босанског Брода. На капама су носили ознаку V (асоцирајући на викторија), а себе су називали „Браниоци Вишеграда”. У локалном становништву ова јединица је запамћена као „Бегићева бојна”, иако се њен командант звао Вагнер (имена се нико није сећао). Имала 665 војника и старјешина, од чега око 630 домобрана, 20 Немаца, инструктора, и 15 усташа. Били су добро увјежбани и наоружани, са много аутоматског оружја и неколико минобацача. Поред њих, у Прњавору је био и мањи број жандара и домаћих усташа. Процене штаба 11. дивизије, укупно око 750 непријатељских војника.
Бојна је 8. јануара започела систематско утврђивање Прњавора. На прилазима града и прњаворској периферији, као и у самом граду, изграђен је већи број солидно грађених бункера и упоришних тачака. Прва бојна је стално извиђала око Прњавора и одржавала чврсту везу са четницима. Тада је, 17. јануара, виђен је четнички и командир Милош Кондић, који је посетио Вагнера. После подне 17. јануара је противоклопна сатнија напустила Прњавор и отишла у правцу Дервенте , што је указивало да од тада није знала да је 14. бригада у рејону села Вијачани.
Након усаглашавања процена заамјеника команданта Дивизије помоћника комесара 14. Бригаде и партијскиог руководиоца Бригаде (Пстроцки) донесена је одлука да напад отпочне 18. јануара у 22:00 сата. Нови састанак, коме је присуствовао и штаб 12. славонске, одржан је 18. јануара, у преподневним сатима. Разрађен је план напада и прецизирано да се обје бригаде ангажирају са по два батаљона.
За заштиту правца према Бања Луци одређен је један батаљон 14. бригаде, а према Дервенти два батаљона 12. и један батаљон 14. Наређено је да се батаљон према Бањалуци постави у висину села Поточани, а батаљони према Дервенти на линију Укрински луг — Јефтића млин — Палачковци. Први батаљон је упућен у Поточане, а четврти према Палачковцима. Други батаљон је добио наредбу да напада опћим правцем: село Коњуховци — Махала — жандармеријска касарна. На десном крилу, код џамије, требао је да успостави везу са лијевокрилним батаљоном 12. Славонске бригаде. Задатак Трећег батаљона је био напад из села Маћино Брдо и Лазине воде ка католичкој цркви и прњаворском гробљу, где се требало повезати са десним крилом 12. бригаде. Планирано је да 2. и 3. батаљон заједничким снагама ликвидирају непријатељски пункт у рејону Ћосића хотел — католичка црква, а затим, са 12. бригадом, да овладају и остатком тог истакнутог дијела града.
У тој ситуацији, претпоставља се да је четнички командир Милош Кондић имао податке о доласку партизанских снага у рејон Шаринци — Вијачани, 17. јануара и да ли је на то упозорио прњаворску посаду, али се поуздано зна да је у предвечерје 18. јануара, неидентифицирани мјештанин из села Дренове донио посади вест да ће их те вечери напасти партизани.

### Битка за Ободнички вис
Битка за Ободнички вис почела је 28. јула 1944, када су усташка 2. бојна 3. ловачке пуковније и усташка милиција из Котор-Вароши, напале из правца Котор-Варош — Ободник. Одбрана ове стратешки важне тачке била је задатак 14. средњобосанске ударне бригаде. Са додатним борбама у ближем окружењу, трајала је до 4. аугуста исте године, али су борбе настављене према Шипрагама, Корићанима и Скендер Вакуфу.[1][2][4]
Ободник од давнина био значајна локална раскрсница кимуникација уз Врбању (према Шипрагама и Крушеву Брду) и њену притоку Крушевицу (према Масловарама и Теслићу. Као доминантна узвисина изнад Ободника, Ободински вис, тј. (картографски) Велики Ободник (640 м) је био важна стратешка тачка у свим војним операцијама око Ободника, Орахове и Масловара и даље према Теслићу и Добоју. Јака стратешка позивија V. Ободника је појачана чињеницом да је на растојању од око један километар од врха, његово подножје (уз Врбању) ниже за 300 м, тј. на висини од 340 м н/в.
Претходни успјеси непријатеља у одбрани позиција око Прњавора и Теслића имали су тешке посљедице у развоју покрета отпора у Средњој Босни. Непријатељске снаге су у тим увјетима из правца Котор-Варош — Теслић, претилле и продором од Ободника ка Шипрагама, где је била дивизијска болница. Њој су се у почетку супроставили само 2. и 3. батаљон 14. бригаде.
Према свим проценама, непријатељ је био више заинтересиран за напад на партизанску Болницу у Шипрагама него сам Теслић, али да би дошао до Шипрага морао је да продре до Ободничког виса, а тај правац бранио је 3. батаљон. Држао је положаје на косама око Врбањаца, према Узломцу.
Ујутро, 28. јула, два авиона су прво надлетала и бомбардирала положаје 3. батаљона 14. СНОУБ-а, а истовремено се водила борба и на косама јужно од Врбање, на линији села Драгишевац — Подстаза — Орахова, где се бранио 2. батаљон, кога је нападала усташка милиција из правца села Соколине (Котор-Варош).
Наредне вечери, 3. батаљон је послао једну чету у протунапад, да би потиснуо непријатеља са лијевог крила његових положаја. Батаљоном је командовао замјеник команданта Владо Јотановић. Главнина чете, која је нападала са фронта, допрла је до непријатељских ровова, али напад није успио.
Сутрадан изјутра, по још поспаним борцима 3. батаљона почеле су да падају минобацачке гранате. Затим је напала и непријатељска пјешадија, подржана ватром пушака, пушкомитраљеза и тешких митраљеза.
Непријатељ је био далеко надмоћнији, а скупа са „неким немачким деловима” у которварошкој милицији, његове снаге су имале око 1.500 војника и старјешина.

### Битка за Добој
Највећа битка за Добој у Другом свјетском рату одвијала се у аугусту 1944, када су партизани напали гарнизон војске НДХ. Главнину партизанских снага чиниле су 14. СНОУБ и 21. славонска бригада НОВЈ.[1][2]
Задњег дана аугуста 1944. године, 14. бригада (без 4. батаљона) се премјештала у правцу Добој — Теслић. Дио њених снага је 1. септембра већ био у Чечави. У околини Теслића тада су деловали Тешањско-теслићки одред, а према Добоју и 21. славонска бригада.[5]
Гарнизон је напала 53. дивизија са 21. славонском и 14. средњобосанском бригадом, без 4. батаљона. Двадесет и прва славонска имала је задатак да наступа са севера, а 14. средњобосанска од југа и запада. Задатак је био да се послије предаје јединица на спољњој линији одбране продужи наступање, разбије унутрашњи систем одбране и заузме град.
Више официре добојског гарнизона, 8. септембра око 17:00 сати је покренула вест да је командант 1. ловачког здруга, пуковник Лука Сарић, напустио командно мјесто и прешао у Требавски четнички одред. Официри који нису знали за договор о предаји потражили су Асима Тановића, команданта 6. посадног здруга, и Славка Теларевића, команданта 5. артиљеријског пука, да неко од њих привремено преузео команду над 1. ловачким здругом. Установљено је да њих нема и да су прешли на страну партизана.
Одмах након овог напада, Друга бојна је прешла је на страну јединица партизанске 53. дивизије. Када је 21. славонска бригада пошла у напад, пред њом је био отворен пут све до друге линије одбране.
Први батаљон 14. средњобосанске ударне бригаде је наступао према граду, из права јужније од Денковаче, а 3. батаљон између реке Босне и Макљеновца, према творници шећера. Трећи и 1. батаљон су дошли су до унутрашње линије одбране Добоја и делимично су упали у град. То је приморало остатке штаба 1. ловачког здруга да се склони у зграду где се налазио њемачки штаб. Посебне тешкоће је имао 2. батаљон 14. бригаде, који је нападао преко Макљеновца, када је због забуне у координацији акције рањено неколико бораца, а било је и погинулих. Почела је битка која је трајала до око 5:00 сати.
Те ноћи је у партизане је прешла велика већина официра 1. ловачког здруга и све његове приштапске јединице са својим командним кадром (изузев санитетске чете), као и домпобрани 6. посадног здруга, а пред зору се на Денковачу извукао и 5. артиљеријски пук и батерија 16. артиљеријског пука. Пошто се 3. бојна још бранила на Макљеновцу, на њу је 9. септембра, домобрански артиљеријски пук са Денковаче отворио ватру. Та бојна се затим почела нагло повлачити, а дијелови 2. батаљона били су упали у њихове ровове, али се позицијска борба наставила све до 8:00 сати. Тада је 2. батаљон, уз помоћ 1. батаљона и помоћ партизанима придошле домобранске артиљерије, извршио нови напад и са 1. батаљоном потиснуо 3. бојну. 

### Прва бањалучка операција
Једанаеста крајишка дивизија НОВЈ, у чијем је саставу била 14. бригада, добила је задатак да нападне и ликвидира сва непријатељска упоришта око Бање Луке, на десној обали Врбаса. Наредни задатак је био да, на најпогоднијим локацијама, дијелом снага освоји лијеву обалу ове реке, нарочито преко Ребровачког моста.
У заповести штаба 5. босанског корпуса није било предвиђено учешће 14. бригаде у овом нападу на Бању Луку, али ју је штаб 11. дивизије у обје своје заповести (од 27. и 28. децембра), укључио. Поред ње исти задатак су добиле и 5. козарачка бригада и 12. КНОУ бригада, као треће колону ове операције, а дијелом и као дивизијске резерве. Четрнаеста бригада, међутим, у нападу на Бању Луку није дејствовала као целина. Из ње је издвојен 1. батаљон у општу дивизијску резерву, са задатком да са дијеловима 12. крајишке ликвидира полицијску караулу код Ребровачког моста, заузме мост и на лијевој обали Врбаса успостави мостобран. Одатле је требало да потпомаже продор дијела 12. крајишке који је ишао у правцу „Врбас-логора”. Успут је требало да ликвидира и седиште Гестапо-а.
Остатак 14. бригаде којој је придодат и Прњаворски партизански одред, требало је да формира две групе. Планирано је да једна напада и ликвидира обезбјеђење око војних магацина на Крчмарицама, где се претпостављало да има око 250 непријатељских војника и нешто артиљерије. Послије ликвидације посаде око магацина требало је да чисти села Пријечане и Трн и потпомаже 5. козарачку при ликвидацији непријатеља у Трапистима. Овај задатак је добио 2. батаљон. Заштита дивизијске хируршке екипе, која је била смјештена у Слатини повјерена је Прњаворском партизанском одреду. Друга група требало је да нападне непријатељску посаду у Клашницама у којој је била једна бојна 7. ловачке пуковније и успостави на том дијелу чврст мостобран.

### Борба за ослобођење Прњавора
Прњавор је 1944. био мало мјесто на путу Дервента — Клашнице — Бања Лука, а до окупације био је седиште среза. Према попису становништва од 1930. године цијели срез је имао 63.653 становника, од чега је 6.679 укљућивало око 14 народности (Пољаци, Чеси, Словаци, Украјинци, Нијемци, Италијани, Мађари, Јевреји, Руси, Роми, Бугари итд). Од око 47 мјесеци, колико је трајала окупација и НДХ, Прњавор је око 22 мјесеца био слободан. Практично, то је било од 10. јула 1943. до краја рата.
Прњавор је окупирала 1. бојна 4. ловачке пуковније, која је са 6. теречким козачким пуком 4. јануара ушла у град. Пре доласка у Прњавор, бојна је била око 15 дана у свом упоришту Календеровци, где је дошла из Босанског Брода. На капама су носили ознаку V (асоцирајући на Викторија), а себе су називали „Браниоци Вишеграда”. У локалном становништву ова јединица је запамћена као „Бегићева бојна”, иако се њен командант звао Вагнер (имена се нико није сећао). Имала 665 војника и старјешина, од чега око 630 домобрана, 20 Немаца, инструктора, и 15 усташа. Били су добро увјежбани и наоружани, са много аутоматског оружја и неколико минобацача. Поред њих, у Прњавору је био и мањи број жандара и домаћих усташа. Процене штаба 11. дивизије, укупно око 750 непријатељских војника.
Бојна је 8. јануара започела систематско утврђивање Прњавора. На прилазима града и прњаворској периферији, као и у самом граду, изграђен је већи број солидно грађених бункера и упоришних тачака. Прва бојна је стално извиђала око Прњавора и одржавала чврсту везу са четницима. Тада ј, 17. јануара, виђен је четнички и командир Милош Кондић, који је посетио Вагнера. Послије подне 17. јануара је противоклопна сатнија напустила Прњавор и отишла у правцу Дервенте , што је указивало да од тада није знала да је 14. бригада у рејону села Вијачани.
Након усаглашавања процена заамјеника команданта Дивизије помоћника комесара 14. Бригаде и партијскиог руководиоца Бригаде (Пстроцки) донесена је одлука да напад отпочне 18. јануара у 22:00 сата. Нови састанак, коме је присуствовао и штаб 12. славонске, одржан је 18. јануара, у преподневним сатима. Разрађен је план напада и прецизирано да се обје бригаде ангажирају са по два батаљона.
У бригади је било 120 чланова КПЈ, у 12 четних ћелија и 5 штабских, а један дио чланова био је у ћелијама при радним водовима, бригадној интендантури, бригадној амбуланти и заштитници при штабу бригаде. Кандидата је било 21, а СКОЈ-еваца 159. Други батаљон је имао највише чланова Партије — 35, Први 31, Трећи 27 а Четврти свега 20 чланова. У 14. бригаду дошао је 18. фебруара капетан Алберт Тринки на мјесто начелника штаба, које од формирања бригаде није било попуњено. У периоду од 21. фебруара бригада је била у покрету ка Прњавору, ради учешћа на прослави 26-годишњице формирања Црвене Армије. Смотра је одржана 23. фебруара. Учествовале су 5. козарачка и 14. средњобосанска НО ударна бригада.

### Шеста непријатељска офанзива
Још пре партизанског напада на Бању Луку, њемачка команда је планирала да већим снагама, у сурадњи са усташама и четницима, „прочешља” и подручје средње Босне. У писму Команде западне Босне команданту Босанско-крајишког четничког корпуса, од 23. децембра 1943, између осталог, је стајало: „Ових дана Нијемци ће напасти црвене јаким снагама”. Уочено је да се колоне од „неколико хиљада моторизованих возила” крећу преко источне Босне ка долини реке Босне и Добоју. Те снаге су биле спремне за акцију већ 1. јануара 1944. Након тих сазнања, Врховни штаб и штаб 5. корпуса су одлучили за прекид напада на Бању Луку и повлачење.
У ноћи 2. на 3. јануара, 11. дивизија је наредила 5. козарачкој да напусти Траписте и да са рањеницима 5. I 14. бригаде крене усиљеним маршем у рејон Ободник — Масловаре и спречи продор непријатеља од Теслића преко Борја и затварање правца према Шипрагама. Ту била смјештена Дивизијска болница, у клисури Демићке.
Четрнаестој СНОУБ је посредно (није имала радиостаницу) наређено да остане у Трапистима до 3. јануара 1944, ујутру, да спречи брзи продор непријатеља ка Слатини и омогући несметано извлачење хируршке екипе која је слидејила 5. козарачку у правцу Шипрага. Батаљони 5. козарачке су кренули из Траписта у ноћи 3. јануара, а у том мјесту је остао само 2. батаљон 14. бригаде. У свануће се очекивао напад непријатеља. Мост преко Врбаса није се могао онеспособити, јер је прилаз непријатељ снажно бранио. Да би се непријатељ што дуже задржао око прелаза, одлучено је да се искористи пар буради са нафтом која су пронађена у Трапистима. Бурад је требало допремити до близу моста и, када тенкови наиђу, на неки начин, употребом нафте или бензина, запалити и онеспособити први непријатељски тенк и тако закрчити излаз са моста. У ту сврху су се окупили руководиоци чета и штаб батаљона: Станко Вукашиновић, Чедо Чолић, Драгољуб Јефтић, Љубо Вуковић, Остоја Ђурић, Петар Петровић и други.
Рањени борци 14. бригаде отпремљени су у Шипраге.[6] Непријатељска офанзива је остатак Бригаде одбацила према Караули и Турбету, западно од Травника. Неки рањени борци 14. бригаде, као и Данило Мартић, доспјели су тада до Босанског Петровца и Оштреља. Очекивало се да ће непријатељ преко Крчмарица ићи за Слатину па је минирано неколико складишта са артиљеријском и минобацачком муницијом. Детонације су биле тако снажне да су борце, који су били удаљени и неколико стотина метара, обарале у снијег. Штаб бригаде, 2. батаљон и Прњаворски партизански одред задржали су се 3. јануара на Крчмарицама око пута Траписти — Слатина. У њихов састав је пред вече укључен и 1. батаљон Бригаде, без чете и приштапских дијелова. Овај дио Бригаде се затим премјестио на подручје села Чардачани и Бошковићи, где се већ налазио 3. батаљон. Због недостатка средстава везе, није отишла на простор Мартинац — Ножичко — Србац, како је раније наредио Штаб дивизије (28. децембра 1943).
Батаљони ове бригаде и Прњаворски партизански одред остали су да затварају правац Клашнице — Прњавор, чекајући даља наређења штаба Дивизије. Четвртог јануара, послије подне, стигла је директива да Бригада „одмах по примитку наређења изврши покрет у правцу Прњавор — Маћино Брдо”. Истим актом Прњаворски партизански одред је упућен на подручје села Вијачани.
Тада се није знало да је у средњој Босни отпочела Шеста непријатељска офанзива и да, поред непријатељских снага које из Бање Луке надиру према простору око Котор-Вароши, јаке непријатељске снаге (7. СС, 1. брдска и 187. њемачка дивизија) нападају из долине реке Босне преко планинских масива од Влашића до Борја, те да се линије Босански Дубочац — село Куљеновци — Дервента — Кладари (код Добоја) наступају према ширем простору око Прњавора: 5. козачки пук 2. коњичке козачке бригаде, 1. бојна, 4. ловачке пуковније, 2. бојна 6. ловачке пуковније и 6. теречки козачки пук, 2. коњичке козачке бригаде. Задатак тих непријатељских снага је био да „прочешљају” планине јужно од Саве и „униште главне ослоне тачке бандита” и у партизанским селима „да конфискују све залихе хране и марве”. Шести теречки козачки пук, који је надирао од села Кладари, уз сураднњи са четничким командантом Митром Миланковићем, командантом четничког батаљона „Гаврило Принцип” и четничким командирима Ђуром Врховцем и Милошаем Кондићем, снажно је угрозио дијелове 11. НОУ дивизије у Прњавору. Зато су се одатле на брзину морале евакуирати амбуланте Прњаворског партизанског одреда, 12. славонске и 14. средњобосанске бригаде. Под великим притиском непријатеља скупа су се извлачили и учесници Омладинског војно-политичког курса, заштитни батаљон команде подручја, Команда прњаворског партизанског подручја на челу са Албертом Тринкијем, Окружни комитет КПЈ на челу са Илијом Костићем, срески НО одбор са Видом Њежићем. Прикључило се и пет општинских народноослободилачких одбора са укупно око 70 људи, уз 150 активиста НОП-а из Прњавора који нису смјели чекати непријатељски улазак у град. Пошто су батаљони 12. славонске бригаде, на положајима око Тромеђе, продором непријатеља од Кладара и Дубочца, били изманеврирани извлачење из Прњавора организурали су: дио штаба 11. дивизије, команда подручја, Окружни комитет КПЈ и срески НОО. Велики дио терета поднио је Алберт Тринки. Оставио је човјека за везу да сачека Петра Турудију па да их затим све одведе у Вијачане. До мрака, организатори су 4. јануара из Прњавора, под врло неповољним околностима, безбједно извукли све који су се морали евакуирати до Вијачана, а одатле су, 5. јануара, око 3:30 сата ноћу наставили извлачење ка Шњеготини.
Штаб 14. бригаде такођер није имао прави преглед ситуације, а најмање је био у току онога што се догађало око Прњавора, 4. јануара послије подне. Касно навече стигли су до Поточана, а одатле је 3. батаљон упућен за Прњавор, а Првом батаљону је наређено да иде на Маћино Брдо. Штаб бригаде, са 2. батаљоном, задржао се у рејону Поточана. Претходница, коју је на маршу према Прњавору одаслао 3. Батаљон, дознала је да су у граду домобрани и Черкези. О томе је одмах информиран штаб бригаде, који је, на основу тога, помјерио 3. батаљон у Мравићима, а први задржао у рејону Гаљиповаца и Градине.
Јединице 6. теречког козачког пука, које су у јутро 5. јануара кренуле из Прњавора, напале су 3. батаљон у рејону Мравића. Бројно и технички премоћне черкеске снаге су потиснуле су 3. батаљон, који је имао три погинула борца, док су три рањена. Батаљон се повлачио на брзину па му је једна десетина остала одсечена. Истога дана, око 8:00 сати, нападнут је и 1. батаљон око Градине, у рејону села Гаљиповци; напали су га дијелови 5. козачког пука. Батаљон је прихватио борбу, не дозволивши да га непријатељ потисне. Дијелови 5. козачког пука су заобишли положаје 1. батаљона и почели нападати са северозапада, са правца села Лишња. Ове черкеске дијелове је затим напао 1. батаљон 12. славонске и тако омогућио 1. батаљону 14. бригаде да се без губитака повуче према брду Бубњу.
Повлачење првог, а посебно 3. батаљона у стопу су пратили Козаци. Борили су се као пјешаци, а кад су борци бригаде одступали јурили су их коњима. Одступајуће батаљоне 14. бригаде, прихватили су 2. батаљон 14. бригаде и Прњаворски партизански одред (ППО), који се повукао из Вијачана и прикључио Бригади, на линији Шаринци — Вршани. Ту је Бригади прикључен и један дио чете за везу 12. славонске бригаде, са извјесним бројем коња и радио станицом. У борби са Козацима, Бригада је примјењивала тактику маневарске одбране, настојећи да што више успори њихово напредовање. Биле су то врло оштре борбе, у којима су борци бригаде сачекивали Черкезе на блиско одстојање, а онда су на њих отварали оштру паљбу.
Друга чета 1. батаљона, послије одступања од Бање Луке, није се вратила у састав Бригаде, недо се упутила цестом преко Челинца. Петог јануара 1944. године нашла се у рејону Тешића кућа, северно од Котор-Вароши. Ту се, како се сећао Таиб Дервић, борац 2. чете 1. батаљона, сусрела са 4. батаљоном 12. славонске бригаде, негде између селâ Тешићи и Гарићи. Како је комуникација Котор-Варош — Масловаре већ била под контролом непријатеља, ове две јединице су одлучиле да крену на север. Прешле су Узломац и зауставиле се у засеоку Ковачевићи, селаЛипље. Уморни и неиспавани брзо су заспали па их је непријатељ изненада напао. Непријатељ се привукао кланцем Бистрице, изненадио их и батаљону 12. бригаде, а нарочито комори, нанио веће губитке. Са Узломца чета се затим спустила назад у засеок Ковачевиће и од непријатеља вратила дио своје коморе, а затим отишла на Узломац изнад Ковачевића. На самом гребену Узломца развила се жестока борба између Немаца, СС-оваца, и 2. чете 1. батаљона 14. бригаде. Било је то у зору 6. јануара 1944. У овој борби јуначки се понио и 4. батаљон 12. славонске бригаде. Четрнаесту бригаду, размјештену те ноћи у рејону Спасојевића — како се сећао Миле Тркуља — пробудила је из сна урнебесна ватра пушака, пушкомитраљеза и ручних бомби са Узломца.
Штаб 14. бригаде се на гребену Узломца сусрео са замјеником команданта и начелником штаба 11. НОУ дивизије (Ђурин Предојевић и Мирко Пекић). Ноћ, 6/7. Јануара, Бригада је провела у рејону села Гарићи, а изјутра је, у тами, уз обезбјеђење према Масловарама, прешла комуникацију Масловаре — Ободник и, преко села Борци па изнад села Стопан избила у Шипраге. У рејону Паливук — Јанковићи — Ковачевићи била је 9. јануара. Слиједила је непријатеља, према селу Петрово Поље, и тамо се, 10. Јануара, сусрела са дијеловима 5. козарачке, која се већ била пробила у тај рејон. То је омогућило враћање 14. бригаде назад, на север према Жупи. Бригада је 13. јануара била на подручу Масловаре — Ободник — Гарићи. Ту је подручни батаљон команде прњаворског подручја , чији је командант био Митар Половина, а комесар Лутфо Хајдарагић, укључен у 14. бригаду, као њен 4. батаљон. Дотадашњи Добојско-дервентски одред је такођер укључен у Бригаду и распоређен по четама новоформираног 4. батаљона. Када је бригада у колони прелазила Узломац, идући ка Прњавору, од непријатељске артиљерије из рејона Хрваћана, код Врбањаца, погинуо је борац Џевад Раџић, родом из Бање Луке. Све јединице су добиле наређење да у случају поновног напаа јачих офанзивних група непријатеља избјегавају фронталну борбу и да се склањају у страну и иза леђа непријатеља, ради очувања људства. Ноћ 14/15. јануар бригада је провела у рејону Шњеготина — Спасојевићи.
Током Шесте непријатељске офанзиве, на гребену Узломца збила се жестока борба између Немаца, СС-оваца, и 2. чете 1. батаљона 14. бригаде коју су предводили командир Хусеин Реџић и његов замјеник Јовица Тркуља. Непријатељ је неколико пута јуришао, али је енергично одбијан, чему су доприносили командир Реџић, Јовица Тркуља и [ пушкомитраљесци Петар Марић Велики из Имиљана, Синиша Батић из Крушева Брда и Салих Халиловић из Прњавора, који су Нијемцима задавали највише губитака.
Хусеин Реџић је тешко рањен 16. марта 1944. и умро од задобијених рана у борбама око Котор-Вароши.

### Борбе око Котор-Вароши и Шипрага
Борбе око Котор-Вароши и Шипрага између партизана и непријатеља (Нијемци, четници и усташе), током Другог свјетског рата нарочито су интензивиране током и послије Шесте непријатељске офанзиве. То је било посљедица одбране Болнице 11. крајишке дивизије НОВЈ, у Шипрагама и клисури Демићке. Томе је допринијело и повлачење неких њемачких јединица, са четн ицима Драже Михаиловића према западу.
Из прњаворског одморишта, Бригада је кренула 25. фебруара. Марширала је у две колоне: једном преко села Кокора, а другом преко села Вијачана, за Карач. Одатле је, једном колоном, преко Јошавке, а другом преко Доње Шњеготине, продужила за Опсјечко (код Челинца).
Непријатељске снаге су 6. јануара 1944. пробиле партизанску линију одбране (на раскршћу сеоских путева за Стопан и Керле; локалитет „Раскршће”) и 7. јануара ушле у центар Шипрага. Након проласка тзв. Шесте непријатељске офанзиве у овом крају, за десетак дана 15. јануара 1944, Болница се враћа у Шипраге. Болница у Демићкој је великим дијелом била размјештена у земуницама камуфлираним грањем и лишћем. Земуница је било око Демичке и на другим погодним мјестима. Просторије су имале неопходну вентилацију. Болница је имала разрађен план по коме се увек знало, како у случају опасности поступати као и ко остаје у болници а ко је напушта. Болницом је руководила др Даница Перовић, Бањалучанка.[1][2][6]. Пре и у току евакуације, размјештања рањеника и повратка у Шипраге, Болницу је штитила 14. средњобосанска ударна бригада.
Са 14. СБНОУ бригадом у истом периоду је судејствовао је и Бањалучки партизански одред. Док је Бригада деловала на овом терену тај одред је био у њеном саставу и учествовао је у већини борби које је имала против четника. Бригади и одреду, који су укупно имали око 900 бораца, супростављале су се три четничке бригаде: Врбаска и 1. и 2. крајишка, које су се у то време прешле са лијеве обале Врбаса на тај терен — било да су потиснуте или су дошле у помоћ. Укупно су имале око 1.600 четника, са 6 тешких митраљеза и 56 пушкомитраљеза. Према овом подручју, у неким четничким акцијама усмјеравана је и Јошавачка четничка бригада, која је у то време имала 218 четника, са три тешка митраљез а и 9 пушкомитраљеза и једним минобацачем. Иако је непријатељ стално бомбардирао Котор-Варош, 14. бригада је покренула акцију на четнике. Трећег марта, 3. батаљон бригаде их је нападао у рејону Липовца, а 4. марта проширује дејства ка Опсечком и Челинцу. Један од батаљона је за то време био у Котор-Вароши или ближој околини, 1. батаљон око Шипрага, а један негде према Чемерници. Тек за ноћ 12/13. марта постоји податак да је 14. бригада (без једног батаљона), највјероватније Четвртог, била у акцији на четнике који су били концентрирани на простору села Вранић и Шибови. Послије неколико међусобних јуриша, борци 14. бригаде су одступили на повољније положаје. Процијенивши да не могу остварити неки успјех четници су учинили исто, па је ова борба остала без побједника.
У упаду у Котор-Варош, уз усташе, домобрана и усташке милиције, учествовале су и две четничке бригаде Врбаска и Јошавачка, извјештавала је четничка команда „Западна Босна” команду Драже Михаиловића.
Партизани су 26. априла, у зору, одустали од даљег напада на Котор-Варош. Батаљони 14. бригаде који су нападали са југа, повлачили су се кроз заклоњене усеке и уз потоке.

### Битка за Дервенту
Битка за ослобођење Дервенте од њемачких снага и усташких и четничких јединица, у Другом свјетском рату, збила се од 27. до 29. јуна 1944. године.[1][2]
Јануара 1943. године 1. пролетерска дивизија НОВЈ је планирала напад на овај гарнизон, што је омела Четврта непријатељска офанзива. Једанаеста крајишка дивизија НОВЈ је 1943. и првом половином 1944. године била ангажирана у разбијању четничких снага, па није имала снаге да покрене овакав напад, посебно имајући у виду значајне непријатељске снаге у Добоју и Босанском Броду. Опће мишљење је било да је Дервента неприкосновена усташка тврђава.
Када је, у љето 1944. 11. дивизија бројно и борбено ојачала, организифрала је напад на Дервенту. Намјера није била даје заузме и задржи, јер у то време на тако нешто се није могло очекивати. План је био да се, по могућности, разбије гарнизон, а усташама и четницима покаже да им Дервента није сигурно склониште. У овој дивизији је било и много бораца са подручја Дервенте.[5][7]
Крајем јуна (26.), штаб 4. ловачке пуковније НДХ констатира да су партизани „јаким снагама концентрисани западно и јужно од Дервенте” и да „изгледа да је напад на Дервенту неизбјежан”.
Штаб 11. дивизије је наредио 14. средњобосанској ударној бригади (без 5. батаљона) да се, у нападу на Дервенту и околна упоришта, придружи 5. козарачкој (без 3. батаљона), 18. хрватској источнобосанској бригаду и Тешањско-теслићком партизанском одреду. Свакој од ових јединица су одијељени прецизнизадаци. Планирано је да напад почне 27. јуна 1944, у 23:00 сата.
Непријатељ је на подручју Дервенте имао 4. ловачку пуковнију (без 3. бојне, која је била око Маглаја) и 1. бојну 6. посадног здруга. Усташки штаб је организирао спољну одбрану, да би избјегао уличне неизвјесне борбе. У граду су били само Штаб и дијелови 4. бојне, 14. и 15. сатнија и 2. батерију 16. артиљеријског дивизиона, док су му остале снаге а остале снаге биле западно и јужно од Дервенте. Прва бојна, ојачана дијеловима 1. бојне 6. посадног здруга, била је распоређена на положајима Календеровци — Врхови — Врдољаци, а 2. бојна 4. ловачког пука са главнином 1. бојне 6. посадног здруга, у функцији оперативне резерве, била размјештена у рејону Јоховац — Фоча (код Добоја), на цести Дервента — Добој.
Борба за Дервенту почела је из правца напада 2. батаљона 5. козарачке. Из непријатељских извјештаја је касније закључено да су у међувремену покренута њихова 2. бојна 4. ловачког пука и главнина 1. бојне 6. посадног здруга, који су око поноћи 27. јуна били на Почиваљки. Истовремено је и 2. батерија 16. артиљеријског дивизиона пољским топовима из 13. чете са Врдољака деловала перманентном паљбом ватру по позицијама напада 5. и 14. бригаде.
Усташки штаб је око поноћи прешао у зграду гимназије, у којој је била 15 сатнија. Уз помоћ њемачког инструктора, гимназијска зграда је претворена у снажно упориште. Упоредо је успостављен и други упоришни пункт у рејону жељезничке станице и касарне. То упориште је имало подршку из „оклопног влака на самој постаји”.
Када су 4. батаљон 5. козарачке и 1. батаљон 14. средњобосанске бригаде заједно пришли гвозденом мосту на Укрини, батаљон 5. бригаде је кренуо је први преко моста. За њима је прешао и батаљон 14. и убацио се у колону 4. батаљона 5. бригаде. Тако су ушли у град. Челна чета 5. козарачке је отпочела борбу на прилазима жељезничкој станици, где се укључује и 1. батаљон 14. бригаде. Главнина 4. батаљона 5. бригаде упутила се према центру града и гимназији.
Тако је већ око 1:00, 28. јуна непријатељ у Дервенти изгубио сва артиљеријска оруђа, будући да је један протутенковски и два брдска топа до тада већ била заплијенила 5. Бригада. У граду су из горјеле жељезничка станица, зграде опћине, Земпро-а, оружничке постаје, поште и нека складишта.
Када у Дервенту с југа пристижу скоро две комплетне бојне НДХ, 5. козарачка бригада није била у стању да ангажира ни један цио батаљон, јер је 4. Био упућен према линији фронта на којој је деловалај 14. бригада, а2. батаљон (без чете) је раније биомупућен према положа јима Врхови — Камен — Лупљаница. Преостале снаге 5. козарачке и дио 14. бригаде, који су још били око гимназије, нису успјели спречити непријатеља да наступа у три правца: прва бојна 6. посадног здруга пошла цестом, две сатније 2. бојне — са обје стране цесте, 6. сатнија источно од цесте, према болници и гимназији, чему се придружила и 7. сатнија, која је напала западно од цесте.
Усљед тако нагле промјене ситуације на бојишту, командант 14. бригаде није успио о томе да преко курира обавести штаб 4. батаљона па је знак за повлачење био поновљени хитац из ракетног пиштоља. Кад је свануло настављена је битка против свјежих снага НДХ.
Бригада је у борби око Дервенте, према извјештају Штаба, имала 10 мртвих, 20 рањених и 20 несталих, од којих је већина погинула или заробљена.
Батаљони 5. и 14. бригаде су запалили су жељезничку станицу са магацинима, пошту, електричну централу, жандармеријску станицу, зграду градске опћине, њемачко складиште за храну и Алајбеговићев магазин. Војна касарна није уништена, иако је извјесно време била напуштена.
На састанку штабова 5, 14. и 18. хрватске бригаде, одржаном 29. јуна са штабом 11. дивизије, за неуспјех је прво оптужена 14. бригада.

### Битка за Теслић
Пресудна битка за ослобођење Теслића је вођена у септембру 1944.
Теслић је први пут ослобођен 1. јануара 1943. године. Ослободили су га борци 1. и 3. бригаде, 1. пролетерске дивизије. Тада су партизани заробили богат ратни плијен, а у њене редове је ушло око 200 бораца са подручја Теслића.
Након тога, оружане снаге НДХ ушле су у Теслић већ 6. јануара и ухапсиле око 120 особа, а у селу Мркотић око 200 особа. Од њих је девет стрељано у Добоју, док су остали одведени у логоре; а врло мало их је пуштено. Као одмазду за пад Теслића у руке партизанских јединица усташка власт није била селективна према националној и вјерској припадности становништва. Ухапшено је је највише Срба, али и Муслимана, Хрвата и припаднике разних народности, осумњиченоих та антифашизам.
Затим су услиједила су три напада на теслићки гарнизон. Први (14/15. јануар, 1943) је извела 1. Пролетерска бригада, а затим, 8/9 и 9/10. септембра 1943. 2. крајишка и 5. козарачка бригада НОВЈ, а 12. славонска бригада 12. дивизије је напала 26/27. јануара 1944. године. Међутим, сви ови напади остали су безуспјешни, чему је углавном доприносио систем непријатељске одбране, уз употребу електричне струје високог напона из електричне централе у самом мјесту.
Послије повлачења партизана, у Теслићу су почеле репресалије над преосталим мјештанома. То, ипак, није дестимулирало штаб 11. дивизије у настојању да уништи теслићки гарнизон. Један од главних повода за такву операцију био је његов стратишки положај који је ометао развој НОБ-а у том дијелу Средње Босне.

### Битка за Тешањ
Операцију ослобађања Тешња у Другом свјетском рату партизани су успјешно извели 11. септембра 1944, дан након ослобођења Теслића и расула 1. горског здруга оружаних снага НДХ.
Током напада на Добој, непријатељске јединице су на цијелом околном подручју већ бле јако ослабљене. Зато су шартизански штабови процијенили да се за догледно време не може очекивати њихово престројавање нити јачање, што је искориштено за операцију ослобађању Тешња. У главној улози те акције била је 14. СНОУБ, уз учешће Тешањско-теслићког партизанског одреда.
Четрнаеста средњобосанска ударна бригада је припремила опсаду Тешња још пре напада на Добој. Непријатељска посада се бранила из старог града — тврђаве, која је била врло неприступачна. У њој су били казамати, велике просторије и лавиринти. Обим куле (и данас) око 48 м, а зидови дебели три метра, обложена бијелим тесаним каменом. У унутрашњости се налазила цистерна за 70.000 литара воде.
Унаточ томе, борци 14. бригадепрема су наступали према остатку Тешња су, али се непријатељ из тврђаве жестоко бранио. Зато је одлучено да се на њу не јуриша и излаже ризику од непотребних жртава. Логичнија је била тактика изнуравања непријатељских ресурса.[5]
Постављен су осигурања према Добоју и Маглају, још и пре напада на Добој. Са околних узвисина је повремено отварана паљба по тврђави. Нарављене су и лутке људског облика, са тзв. титовкама на „глави”, које су постављене на истакнута мјеста и повремено излагане, симулирајући партизански покрет у напад. Уз повремену пушчану и пушкомитраљеску паљбу, посада утврде је по овим „непријатељским војницима” отварала снажну митраљеску ватру, да би им нанијела што веће губитке. Посаду утврде, партизани су својим активностима током ноћи, дизали на узбуну, да би што више трошила муницију, јер није било никакве могућности да јој се нова дотури.
За време напада 1, 2. и 3. батаљона на Добој, опсаду је организирао 4. батаљон бригаде који је пристигао са простора око Шипрага. Одмах након напада на Добој, 14. бригада се вратила и кренула са 3. батаљоном на Тешањ. Посада Тешња, која је ослушкивала активности и резултате борбе око Добоја, процијенила је да из Добоја не може очекивати помоћ. Под тим притиском, а послије поновне опсаде, донијела је одлуку да се неопажено извуче. Иако су партизански штабови то и очекивали и предузели одређене мјере опреза, непријатељ је ноћу 10/11. септембра успио, спуштајући се конопцима низ зидове тврђаве, да се извуче и прође према Маглају. Тешањ је 11. септембра 1944. године коначно био слободан.